# 章佳乡
章佳乡，是中华人民共和国四川省自贡市贡井区曾经下辖的一个乡。2019年9月撤消，其所属行政区域划归成佳镇管辖。

## 行政区划
章佳乡撤销前下辖以下地区：
凤凰社区、凤皇村、靛坑村、金龙村、九岭村、小冲村、金竹村和高峰村。